# Moolam Thirunal
Moolam Thirunal Rama Varma (Padmanabhapuram, 25 settembre 1857 – Padmanabhapuram, 1924) fu un maharaja di Travancore dal 1885 al 1924.

## Biografia

### I primi anni e l'educazione
Moolam Thirunal Rama Varma nacque il 25 settembre 1857 dal principe Raja Raja Varma della dinastia dei Changanassery e da Maharani Lakshmi Bayi di Travancore, nipote dell'illustre maharajah Swathi Thirunal. Egli perse la madre pochi giorni dopo la sua nascita. Dopo i primi studi vernacolari di Malayalam lui e il fratello maggiore Hastham Thirunal vennero posti sotto il tutoraggio di Annaji Rao B.A. e successivamente di Raghunath Rao B.A, in una speciale residenza di campagna appositamente fatta costruire per la loro istruzione. Hastham Thirunal dovette presto interrompere i propri studi a causa delle cattive condizioni di salute e per tale motivo Rama Varma rimase l'unico pupillo sotto tutore. Egli eccelleva in particolare in storia, geografia del mondo, aritmetica e grammatica.

### Ascesa al trono e riforme rilevanti
Dopo la morte del fratello maggiore, alla morte dello zio nel 1885, Moolam Thirunal salì al trono di Travancore.
Uno dei suoi primi atti da regnante fu quello di stabilire la presenza di un consiglio legislativo a partire dal 1888. Questo fu il primo consiglio legislativo ad essere creato in uno degli stati principeschi indiani.
Nel 1886 venne introdotto ufficialmente l'uso della carta nei documenti ufficiali, che andava a sostituire quella precedentemente realizzata con foglie di cadjan. Nel 1887 venne approvata una legge che aboliva la tradizione che i beni delle famiglie che non avessero avuto eredi fossero incamerati dallo stato.
Nel 1888 venne ampliato il sistema postale e di francobolli, oltre ad una riforma totale dei trasporti. Il primo servizio di bus ebbe luogo a partire dal 1908 in due strade a partire da Trivandrum. Dieci anni più tardi, nel 1918, il primo treno raggiunse Trivandrum con l'estensione della l'inea ferroviaria Chenkotta-Quilon.
Moolam Thirunal Rama Varma applicò riforme nel campo dell'educazione, della medicina, della legge e dell'ordine, nel servizio civile ed in molti altri campi sociali. I dipartimenti sanitari vennero aperti a tutti e si fecero progressi anche nell'educazione femminile. Il maharajah introdusse anche un sistema di assicurazione per la vita. Per tutte queste riforme, quando i britannici stabilirono il protettorato sul paese, gli venne riconosciuto un saluto militare con 21 salve di cannone.

### Famiglia ed eredi
Dal momento che la casa reale di Travancore seguiva la tradizione matriarcale Nair la presenza delle donne era essenziale nella famiglia e dal momento che la maggioranza di maschi in famiglia aveva scoraggiato questa tendenza, due principesse vennero adottate dai cugini della linea di Mavelikara. Sethu Lakshmi Bayi succedette a Moolam Thirunal Sir Rama Varma nel 1924 come reggente sino al 1931, quando suo nipote Chithira Thirunal Balarama Varma ottenne il governo.
Maharajah Sir Rama Varma si sposò due volte, in entrambi i casi con donne nobili del clan Thampi di tradizione Nair. La sua prima moglie (sposata nel 1880) fu Nagercoil Ammachi Panapillai Amma Srimathi Kunjulakshmi Pillai Anantha Lakshmi Pillai Kochamma, della dinastia Nagercoil Ammaveedu. Ella morì prima dell'ascesa al trono del marito nel 1882 dando alla luce un solo figlio maschio, Nagercoil Sri Narayanan Chempakaraman Thampi, che rimase aiutante di campo del padre sino alla sua morte in giovane età. A seguito di questi fatti il maharajah rimase da solo per i successivi dieci anni. La seconda moglie del maharajah fu Vadasseri Ammachi Panapillai Amma Srimathi Lakshmi Pillai Karthyayani Pillai Kochamma, della famiglia Vadasseri Ammaveedu.